# Aton
(Akhenaton, Inno ad Aton)

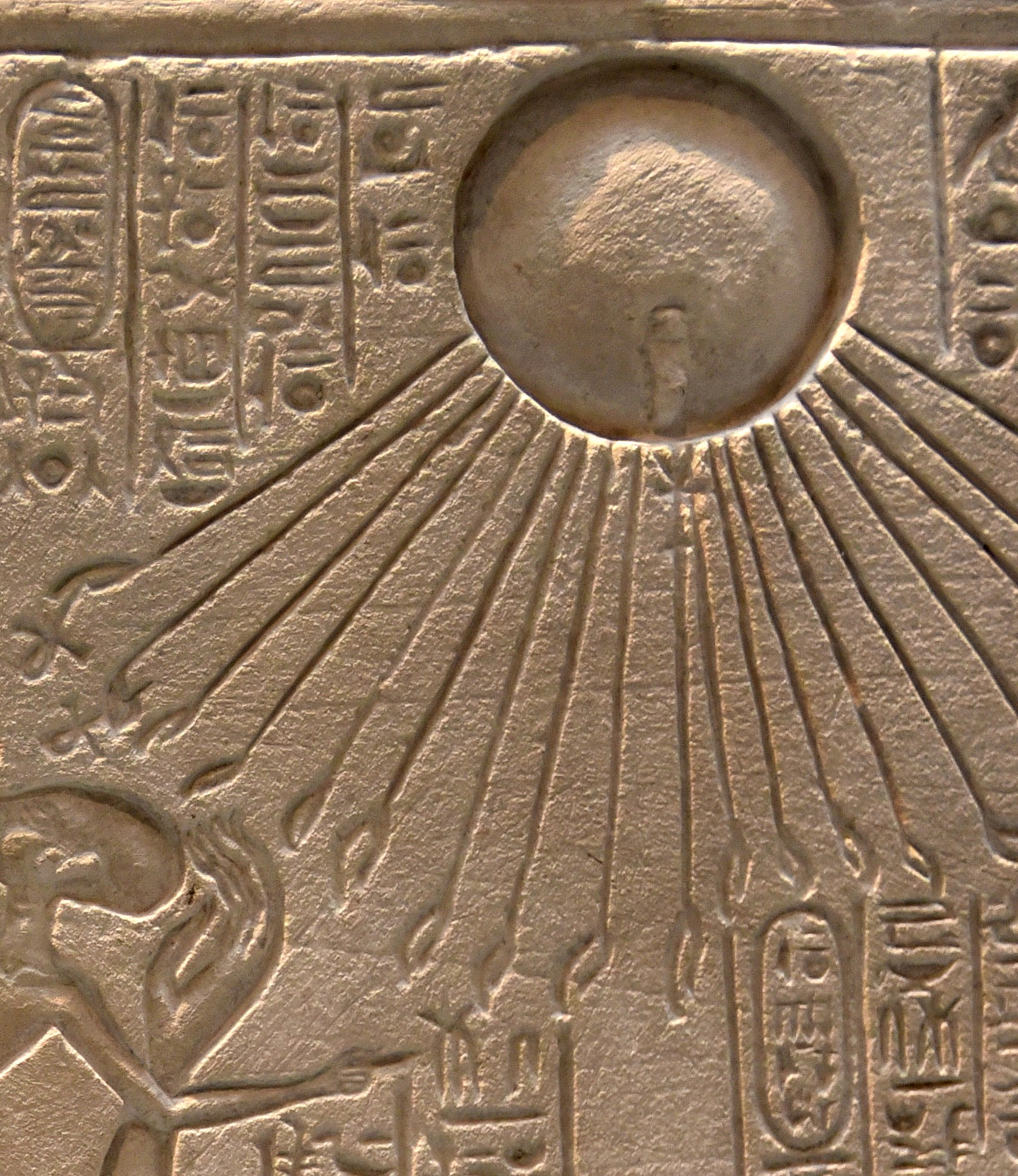
Aton

Aton (o Aten) è una divinità egizia appartenente alla religione dell'antico Egitto, centrale nell'atonismo sotto il faraone Akhenaton. L’iconografia del dio lo vuole rappresentato dal disco solare che sovrasta generalmente il re e la sua famiglia, colpiti dai suoi raggi, che in corrispondenza delle narici recano mani che porgono il geroglifico ankh (il segno della vita). Non esiste alcuna rappresentazione antropomorfa di Aton.

## Il Sole nella religione egizia

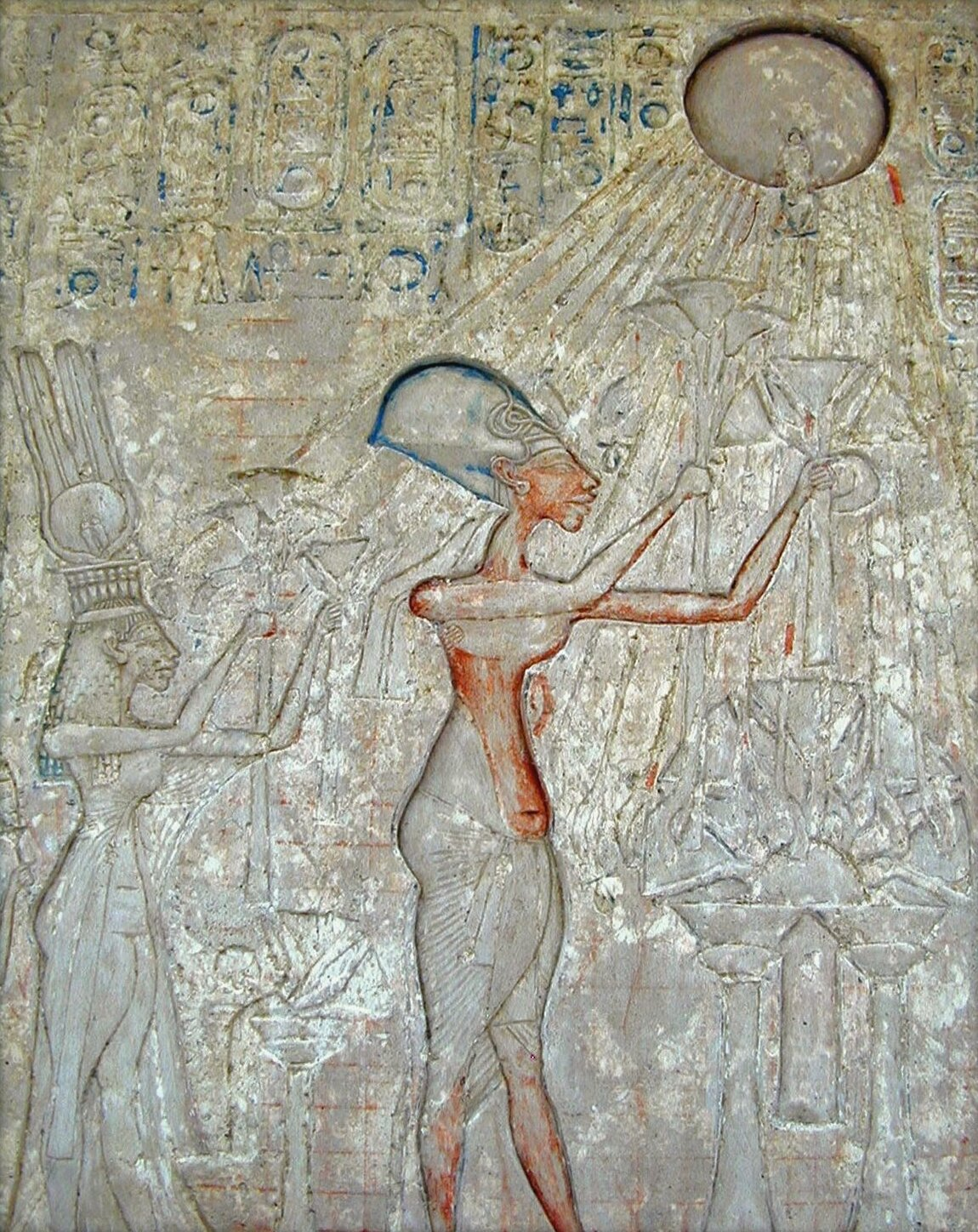
Dettaglio di un pannello di calcare, nel quale il faraone Akhenaton e la sua famiglia offrono doni votivi ad Aton (Museo egizio, Il Cairo)

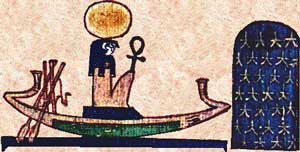
Ra nella sua barca solare

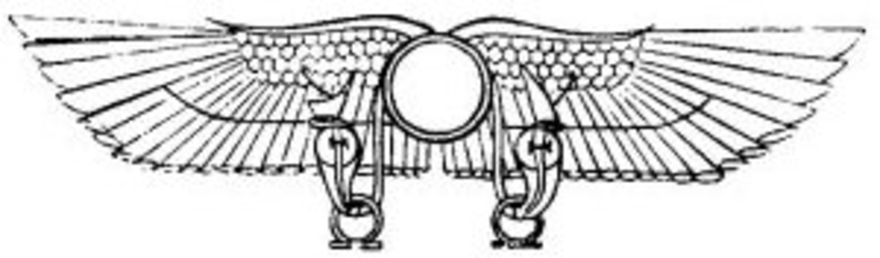
Il sole alato, antica rappresentazione di Horus

Il complesso pantheon egizio vide, nel corso dei secoli e dei millenni, il susseguirsi di innumerevoli divinità alcune delle quali primeve, altre nate da sincretismi o da fusioni, o di nuova concezione, o assurte ad una maggior venerazione perché scelte dalla dinastia regnante quali protettrici specifiche. A titolo di esempio è solo il caso di accennare al dio Amon, originariamente parte di una ogdoade, ovvero l'insieme di otto divinità, e poi assurto, con la XVIII Dinastia, a livello di dio principale.
In tale quadro di alternanza, ed ugualmente durante la XVIII Dinastia, deve iscriversi il culto del dio Aton, rappresentato dal disco solare protagonista di quella che deve considerarsi una vera rivoluzione religioso-politica che si estrinsecò per un periodo brevissimo della millenaria storia dell’Antico Egitto, ma che lasciò notevoli tracce di se.
È bene tuttavia precisare che il sole, in quanto entità non fisica, garanzia di vita per tutte le creature, ebbe da sempre nell'Antico Egitto una particolare posizione di preminenza tanto che una delle divinità principali era appunto Ra che si manifestava, peraltro, in più aspetti a seconda della posizione nell’arco celeste: Khepri al suo sorgere, Ra al suo apice, Aton al tramonto.

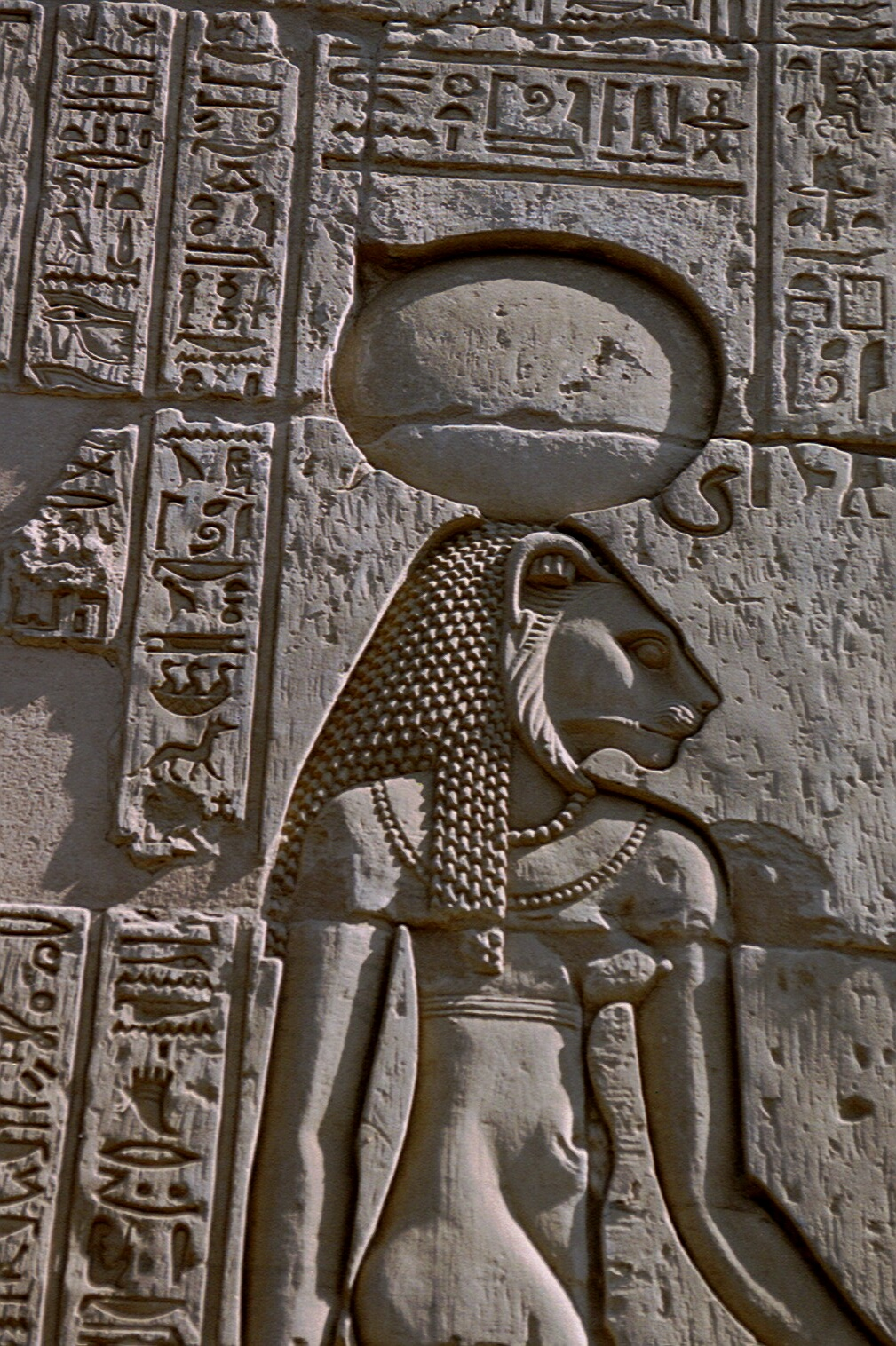
La dea guerriera Sekhmet, ipostasi del calore del sole nel deserto, rappresentata con il disco solare

Ma, a riprova della preminenza del sole nella cosmologia egizia, si consideri che anche altre divinità erano ad esso assimilate. Tra queste Horus, il cui occhio destro era considerato il sole mentre il sinistro rappresentava la luna; Nefertum, dio della bellezza assimilabile al sole al suo sorgere; Sekhmet, la dea leonessa della guerra assimilata al calore implacabile del sole nel deserto.

## Evoluzione del culto di Aton ed Eresia amarniana
Il dio Aton è indissolubilmente legato alla figura del faraone Amenhotep IV/Akhenaton, tuttavia, anche se si è soliti indicare il faraone Amenhotep IV quale fondatore del culto atoniano, già precedentemente il culto di Aton era assurto a maggior livello, con Thutmose IV, e ancor più con Amenhotep III, nel periodo in cui l’influenza asiatica si era fatta maggiormente sentire in Egitto. A quest’ultimo, immediato predecessore di Amenhotep IV, si deve infatti il primo allontanamento della casa regnante dal centro cultuale per eccellenza del dio Amon a Karnak, nei pressi dell’odierna Luxor, con la costruzione della reggia, e del proprio complesso funerario, in un’area oltre il Nilo, l’odierna Malqata, i cui unici resti ancora visibili sono i Colossi di Memnone. Tale operazione si inquadrava nel tentativo di sottrarre la casa regnante al potere dei sacerdoti del dio Amon insofferenti al ruolo strettamente religioso.
Su tale preesistente situazione politico-religiosa si poggiò la scelta di Amenhotep IV che, tra il secondo e terzo anno di Regno fece erigere a Karnak, sede del complesso dedicato ad Amon, un grande tempio dedicato ad Aton. Successivamente, tra il quarto ed il sesto anno di regno, il re mutò il suo nome da Amenhotep (Amon è soddisfatto) in Akhenaton (Effettivo spirito di Aton) e trasferì la capitale in una città fatta appositamente costruire, Akhetaton (ovvero Orizzonte di Aton), a circa 250 km da Tebe. Anche la scelta di erigere una città ex-novo, in un’area non ancora subordinata ad alcuna divinità, denotava l’intento di distaccarsi non solo dal credo amoniano, ma anche da qualsiasi altra divinità preesitente. In tal senso, e facendo riferimento all’attuale denominazione dell’area in cui sorgeva Akhetaton, il periodo va sotto il nome di Eresia Amarniana. Benché di durata minima rispetto alla millenaria storia dell’Egitto (si calcolano circa 17 anni), il periodo dell’eresia amarniana permeò di se non solo la vita politico-religiosa, ma anche quella artistica con canoni così particolari da rendere immediatamente riconoscibili le opere scultoree e pittoriche di tale periodo.

## Il culto di Aton: nascita ed evoluzione

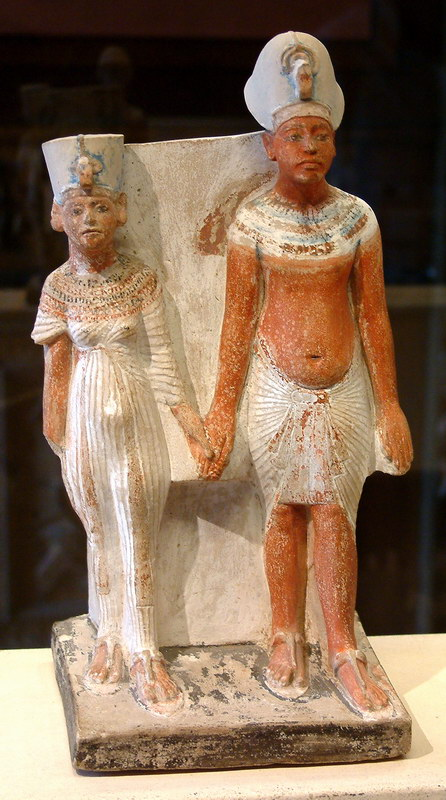
Akhenaton e Nefertiti, Calcare dipinto. Parigi, Museo del Louvre

La figura di Akhenaton, permea la scelta del dio Aton e le due figure sono indissolubilmente legate tra loro.
Il termine “aton” appare in uso almeno dal Primo periodo Intermedio e dal Medio Regno ed una delle prime menzioni risale ai Testi dei sarcofagi ed al Racconto di Sinuhe in cui il re morente viene «riunito con il sole» ed il termine “sole”, in questo caso è reso non con “ra”, come era solito, bensì proprio con la parola “aton”. Il Racconto di Sinuhe è noto in molteplici versioni; in almeno una di queste, il Papiro di Berlino n.ro 10499, il termine “aton” è preceduto dal segno geroglifico che indica la divinità. Analoga apposizione del segno indicante il dio in un ostrakon oggi all’Ashmolean Museum di Oxford.
Sembra perciò confermato che almeno dal Medio Regno possa essere attestata l’esistenza di una divinità denominata “Aton”. L’iscrizione a pieno titolo nel pantheon egiziano può ascriversi, molto verosimilmente, ai regni di Thutmose III o Amenhotep II. Sotto Thutmose IV venne emesso uno scarabeo in cui il dio guerriero Aton precede il re per garantirgli la vittoria. Con il regno di Amenhotep II si giunge all’ufficializzazione del dio Aton come protettore del re giacché uno dei suoi epiteti era, appunto, “Splendore di Aton” nome, peraltro, assegnato anche ai militari addetti alla guardia del re, nonché ad una città ed alla stessa nave reale. L’ingresso di una divinità come Aton nel pantheon egiziano si deve, molto verosimilmente, come conseguenza delle imprese belliche di Tutmosi III e Amenhotep II, re guerrieri, che avevano portato i confini egiziani nel vicino oriente riversando nelle casse del clero di Amon ingenti ricchezze che ne avevano fortemente aumentato il potere e la capacità di ingerenza negli affari di Stato.
Con l’avvento al trono di Amenhotep III la situazione politico-militare cambiò notevolmente e l’oppositore principale era da riconoscersi non più nelle popolazioni del vicino oriente, ormai assoggettate, bensì nel popolo Hittita. Precedentemente ad Amenhotep III, la regola prevedeva il matrimonio tra il figlio del regnante, erede al trono, e la propria sorella che assumeva il titolo di Moglie del Dio Amon.
In contrasto con tale norma, Amenhotep III sposò invece Tye, una nobildonna, facendo così decadere la figura della Moglie del Dio Amon. Sempre in un quadro di allontanamento dal clero di Amon, al contrario di quanto avveniva precedentemente inoltre, quando il re veniva deificato solo dopo la morte, Amenhotep III si fece considerare un dio già in vita facendo erigere sia pure in Nubia, un tempio a se stesso dedicato ed opponendo perciò, al dio Amon di Tebe, il dio Aton che egli scelse quale suo specifico dio protettore. Lo stesso Amenhotep IV/Akhenaton, a sua volta, seguì la tradizione iniziata da suo padre e non sposò un'erede regale facendo ricadere la sua scelta su Nefertiti, forse figlia di un funzionario di Corte (Ay), che come il consorte unì al suo il suo nome Nefer-Neferu-Aton (ovvero Aton raggiante di splendore per la bellissima che qui è giunta).

## Akhenaton e Aton

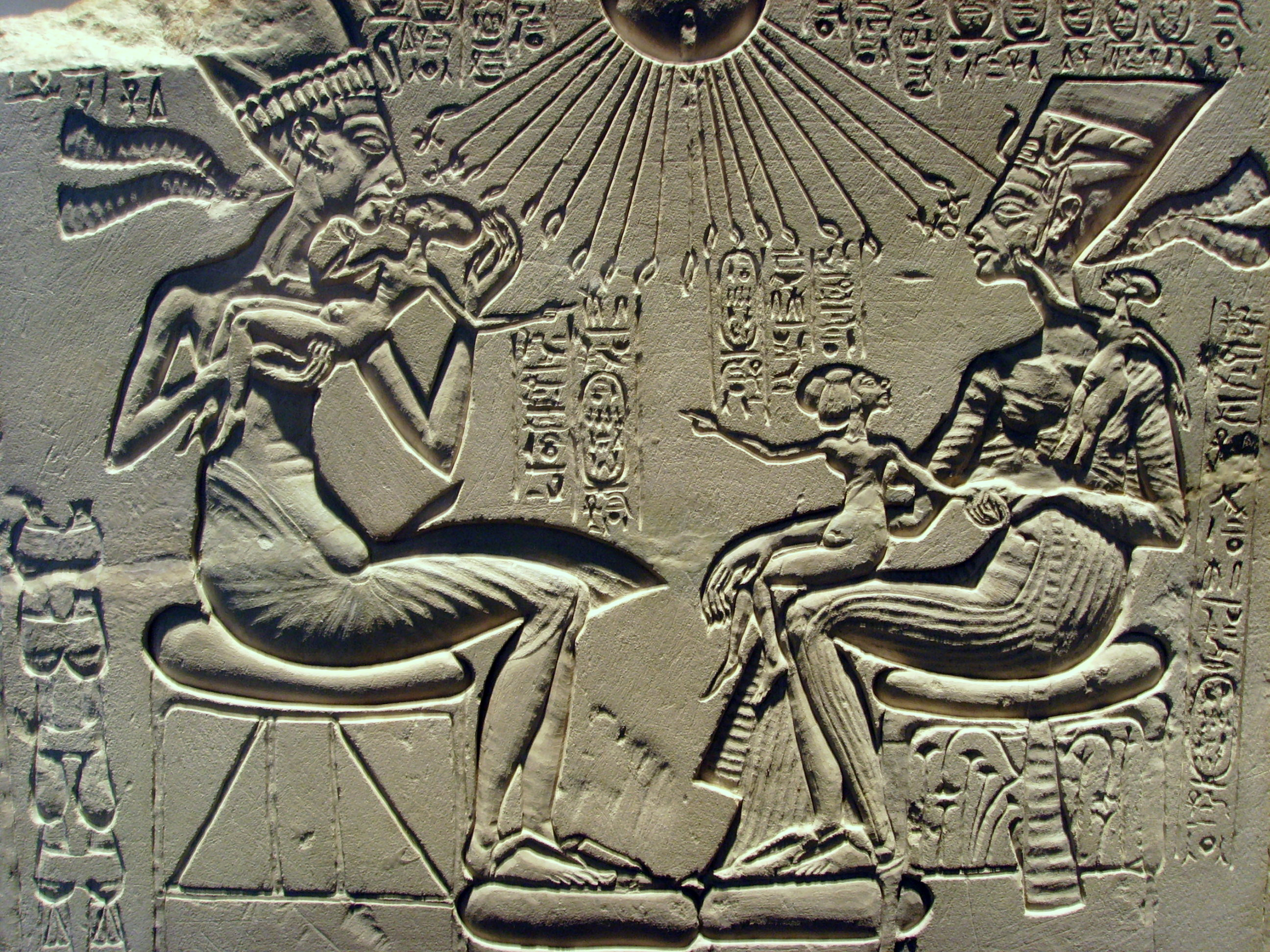
Bassorilievo proveniente da Tell el-Amarna. I sovrani con le figlie mentre i raggi di Aton porgono il segno Ankh. Berlino, Museo egizio

Come visto, pur individuando il sole come entità principale, il nuovo dio scelto da Akhenaton non fu Ra, ma Aton quale rappresentante il potere fisico del disco solare con le sue proprietà vivificanti e onnipresenti. Anche l’iconografia venne variata: precedentemente, infatti, Aton veniva rappresentato come uomo con la testa di falco sovrastata dal disco solare quasi simile all’iconografia di Ra-Harakhti. Akhenaton, forse rifacendosi ad una rappresentazione precedente, risalente alla stele della Sfinge di Giza eretta da suo nonno Thutmose IV in cui il sole era stato rappresentato come disco da cui si dipartivano due braccia che abbracciavano il cartiglio reale, sceglie di eliminare l’elemento antropomorfo e rappresentare il dio come disco da cui si dipartono numerosi raggi terminanti con mani. I raggi indirizzati verso i personaggi della famiglia regale recano, inoltre, il segno della vita Ankh all’altezza delle narici dei personaggi stessi.
Un’ulteriore modifica avvenne, nel nono anno di regno di Akhenaton, nella stessa denominazione didascalica completa del dio che venne iscritta in due cartigli assimilandolo, perciò, ad un sovrano terreno. Mentre la precedente versione recava infatti: Viva a lungo Ra-Harakti che si rallegra nell’orizzonte, nel suo nome di Shu che è Aton, la versione successiva (dall’anno nono) divenne: Viva a lungo Ra sovrano dei Due Orizzonti che gioisce nell’orizzonte e, nel secondo cartiglio, Nel suo nome di Ra che è venuto come Aton eliminando così Ra-Harakti e Shu, e lasciando solo Ra considerata la forma più pura del sole.
Contestualmente Akhenaton dispose la chiusura del tempio di Amon a Karnak e di tutti gli altri templi dedicati al dio nel Paese.
Quanto alla figura sacerdotale, è bene precisare, tuttavia, che anche precedentemente a tale innovazione, e prima ancora del trasferimento ad Akhetaton, nel tempio di Karnak dedicato ad Aton veniva venerata una trinità composta da Ra, dio primordiale e demiurgo, Aton, nella sua forma visibile all’uomo di disco solare ed espressione fisica del primo, ed Akhenaton quale manifestazione terrena di Ra e dello stesso Aton; il sacerdote officiante recava il nome di Sommo Sacerdote di Akhenaton
La religione dell’Aton si basò su un culto pressoché esclusivo giacché solo il re e la sua famiglia vennero rappresentati in atto di venerare il dio e solo a loro il dio offriva il segno della vita. Unico sacerdote di tale culto era, perciò, Akhenaton, dio fatto uomo, attraverso il quale il popolo raggiungeva l'Aton. L’eliminazione di altre divinità comportò una concreta difficoltà, per il popolo, di comprendere la difficile teologia derivante dalla scelta del re; un particolare disagio derivò inoltre dall’abolizione di Osiride come dio dei morti giacché proprio da costui derivava la speranza di una miglior vita a venire. Si può affermare perciò che solo ad Akhetaton il culto di Aton si impose davvero.
L’esempio forse più chiaro di cosa fosse la religione atoniana può riscontrarsi sicuramente nel Grande Inno ad Aton, attribuito allo stesso Akhenaton, di cui restano alcune tracce nelle tombe di funzionari di Akhetaton a Tell el-Amarna. Il più completo, tuttavia, è quello che si trova nella tomba che Ay, che fu funzionario della Corte e successore di Tutankhamon, si era fatto costruire ad Akhetaton.

## Akhetaton: monoteismo o enoteismo
Se è vero che il culto atoniano trovò compiutezza quasi esclusivamente nella città voluta dal re, Akhetaton, è altrettanto vero che scavi archeologici eseguiti nell’area di Tell el-Amarna hanno consentito di rinvenire circa 20 cappelle-tombe di cui alcune adibite a sacrari di altre divinità. Nella 525, ad esempio, una stele era consacrata a Iside e Shed, mentre in alcune case del villaggio operaio sono stati rinvenuti dipinti raffiguranti gli dei Bes, o Hathor, o Tausert. Proprio la presenza di tali manifestazioni di culto differenti da quello di Aton hanno fatto propendere per l’individuazione dell’atonismo non come religione monoteista, bensì enoteista, ovvero preminenza di un dio su altri, forma intermedia tra il politeismo ed il monoteismo in senso stretto.

### Architettura templare

Aker

Il periodo atoniano, che va sotto il nome di Eresia Amarniana fu, anche sotto il profilo artistico e architettonico, di rottura con gli schemi precedenti. Se nel campo della statuaria si assistette ad un naturalismo spinto talvolta all'eccesso, anche in campo architettonico si palesarono evidenti difformità con gli schemi precedenti e ciò o in funzione della necessità di costruire rapidamente una nuova Capitale ad Akhetaton, o per lo stesso spirito religioso alla base del culto atoniano.
Così, in luogo delle pietre, talvolta di grandi dimensioni delle precedenti costruzioni, si adoperarono mattoni di piccolo formato e di facile trasporto, le talatat, e la struttura stessa del tempio variò: i complessi templari precedenti vedevano infatti il dio residente nel luogo più riposto e buio del complesso, il naos, ed i templi si sviluppavano con la classica struttura a cannocchiale; si assisteva, inoltre, al passaggio graduale dalla luce del cortile colonnato al buio del naos.
| N27 |

| N27 |

Ma una tale struttura non poteva essere adeguata all'Aton, ovvero al sole il cui concetto era l'esatto opposto del buio, ed il suo culto non poteva conseguentemente avvenire nei bui meandri del tempio; il Grande tempio di Aton ad Akhetaton fu così il trionfo della luce. Il primo elemento templare, il pilone, ricordava il geroglifico aker (ovvero il sole che tramonta tra due montagne) e mancava dell'architrave congiungente le due torri rastremate; a questo primo Pilone ne seguiva un secondo che immetteva in quella che, precedentemente, era la sala ipostila. Mentre nelle strutture precedenti, tuttavia, tale sala era già in penombra, costituita da una selva di colonne che rappresentavano gli alberi della palude primordiale tra le cui foglie penetrava a stento la luce, quella che qui impropriamente denominiamo ipostila, era scoperta affinché i fedeli potessero adorare direttamente il sole nel suo viaggio celeste. Da questa si passava in una sequenza di quattro cortili, anch'essi completamente scoperti, occupati da altari sacrificali in mattoni crudi. Seguivano ancora due altri cortili, che costituivano il santuario vero e proprio, ove poteva però accedere solo il sovrano, ed il clero che celebrava in suo nome e in sua assenza.

## Declino del culto di Aton e la Restaurazione

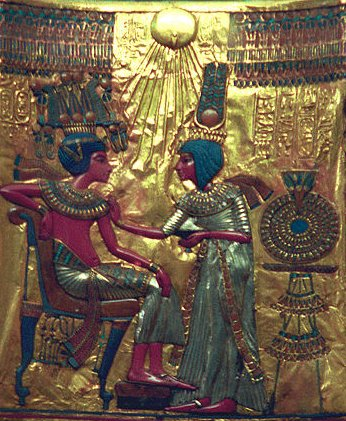
Aton come rappresentato sullo schienale del trono di Tutankhamon

Il declino del culto di Aton iniziò verosimilmente quando ancora Akhenaton era in vita. Oltre alla situazione religiosa cui si opponeva la potente classe sacerdotale di Amon, anche sotto il profilo politico ed economico le condizioni del Paese si presentavano critiche. La classe militare, infatti, da tempo esautorata dai suoi compiti per il lungo periodo di inazione derivante dalla politica di pace del re, premeva a sua volta per un ritorno alle antiche divinità e sotto il profilo economico, con la chiusura dei templi, era venuto a mancare uno degli anelli redistributivi essenziali della ricchezza e dei beni.
Alla morte di Akhenaton, intorno all’anno diciassettesimo di regno, salì al trono un re effimero e misterioso di cui restano minime tracce, Smenkhara, forse fratello di Akhenaton, forse figlio di costui, forse appartenente alla dinastia reale, da alcuni identificato con la stessa Nefertiti per la corrispondenza di alcuni tratti del nome Ankhtkheperura Neferneferuaton. Regnò verosimilmente per un periodo brevissimo, forse inferiore all'anno, e fu seguito dal giovanissimo Tutankhaton forse di nove anni. Costui, per il quale regnò un consiglio di reggenza per alcuni anni, modificò la parte teofora del proprio nome in Tutankh-Amon (ovvero Immagine vivente di Amon)e, nell'anno quarto di regno, fece realizzare la Stele della restaurazione con cui venivano ripristinati gli antichi culti decretando così la scomparsa definitiva del culto di Aton.
A riprova delle gravi condizioni in cui versava il Paese, uno dei passaggi della stele recita: "Quando venni incoronato re, i templi degli dei e delle dee, da Elefantina fino alle paludi del Delta, erano in rovina. Era come se i santuari non fossero mai esistiti, erano diventati terra infestata dai canneti e le entrate non erano altro che sentieri di terra battuta." e, più oltre: "Il paese era nel caos, e gli dei l'avevano abbandonato. Se ci si prostrava, per chiedere il favore di un dio, questi taceva.", e ancora: "Poi consultai il mio cuore esaminando ogni occasione meritevole e cercando di capire cosa avrebbe rallegrato il padre Amon, quindi Il cuore degli dei e delle dee che dimorano in questa terra sono ora colmi di gioia, ed i possessori dei reliquiari sono felici."
Sigmund Freud ha ipotizzato un influsso di Aton sul culto ebraico di Adonai mentre la mistica nazista Savitri Devi ha ripreso la devozione ad Aton nel XX secolo.

## Aton nella cultura di massa
Nel 1977 il dodicenne Pietro Ratto fonda il gruppo rock progressivo degli Aton's, dedicato alla divinità egizia Aton.